# Palm Belgian Craft Brewers
Pour les articles homonymes, voir Palm.
Palm Belgian Craft Brewers est un groupe  brassicole belge dont le siège se trouve à Steenhuffel dans la commune de Londerzeel en province du Brabant flamand. Il fait partie du groupe néerlandais Bavaria.

## Production
La famille Toye dirige cet important groupe brassicole familial belge. Elle est la descendante des familles Cornet (fondatrice de la brasserie), De Mesmaecker et Van Roy qui furent successivement à la tête de la brasserie. La capacité de production annuelle est d'1 000 000 hl. Palm réalise un chiffre d'affaires consolidé de 55 millions d'euros.
Le groupe exportait principalement ses bières (surtout la Palm) vers les Pays-Bas mais, récemment, l'exportation s'est diversifiée.

## Brasseries
Le groupe Palm possède des brasseries ayant, jusqu'en 2014, la particularité de produire des bières des quatre types de fermentation : fermentation haute, fermentation mixte, fermentation spontanée et fermentation basse.
- La brasserie Palm située à Steenhuffel produit principalement la bière Palm (fermentation haute) mais aussi l'Estaminet (fermentation basse).
- La micro-brasserie De Hoorn (du nom initial de la brasserie Palm) implantée sur le site même de la brasserie Palm depuis 2014 produit la Cornet et l'Arthur's Legacy.
- La brasserie Rodenbach à Roulers brasse la Rodenbach, une bière à fermentation mixte. Elle rejoint le groupe Palm en 1998.

La brasserie De Gouden Boom brassait principalement les bières d'abbaye Steenbrugge dans le centre historique de Bruges. Elle fait partie du groupe Palm depuis 2001 et sa production a été transférée à la brasserie Palm en 2004.
Entre 1990 et 2014, la brasserie Boon à Lembeek produisant des lambics a été en partenariat avec le groupe Palm.
En mai 2016, le groupe Palm est racheté par le groupe brassicole néerlandais Bavaria qui détient 60 % des parts de la société.